# Cybotron (американський гурт)
Cybotron  був новаторським колективом, що своєю творчістю вплинув на ряд інших гуртів, заснований 1980 року в Детройті Хуаном Аткінсом та Річардом Девісом-«3070», згодом до них приєднався гітарист «Джон-5» — Джон Хауселі. Ряд синглів «Cybotron» вважаються класикою жанру «електро»: насамперед «Clear», альбоми «Alleys Of Your Mind», «Cosmic Cars», «R-9».
Серед натхненників гурту були Джордж Клінтон з його «Funkadelic», колективи «Kraftwerk», «Yellow Magic Orchestra», напрями електропоп, італо-диско, футурологічні твори Елвіна Тоффлера «Шок майбутнього» («A Future Shock»), «Третя хвиля» («The Third Wave»). Сама назва гурту «Cybotron» — словозлиття кіборг та циклотрон.

### Альбоми
- Enter (Fantasy, 1983)
- Clear (Fantasy, 1990)
- Empathy (Fantasy, 1993)
- Cyber Ghetto (Fantasy, 1995)

### Сингли
- «Alleys of Your Mind» b/w «Cosmic Raindance» (Deep Space, 1981)
- «Cosmic Cars» b/w «The Line» (Deep Space/Fantasy, 1982)
- «Clear» b/w «Industrial Lies» (Fantasy, 1983)
- «Techno City» (Fantasy, 1984)
- «R-9» (Fantasy, 1985)
- «Eden» (Fantasy, 1986)